# Ammocharis nerinoides
Ammocharis nerinoides  là một loài thực vật có hoa trong họ Amaryllidaceae. Loài này được John Gilbert Baker mô tả khoa học đầu tiên năm 1903 dưới danh pháp Crinum nerinoides. Năm 1993 David J. Lehmiller chuyển nó sang chi Ammocharis.